# Овильо
Овѝльо (на италиански: Oviglio; на пиемонтски: Ovij, Овий) е село и община в Северна Италия, провинция Алесандрия, регион Пиемонт. Разположено е на 107 m надморска височина. Населението на общината е 1322 души (към 2010 г.).